# Giovanni Pastorelli
Giovanni Pastorelli (Nizza, 29 marzo 1859 – Ain Zara, 6 dicembre 1911) è stato un militare italiano.

## Biografia
Nato a Nizza da famiglia brigasca poco prima del passaggio di gran parte della provincia sarda alla Francia, tranne Briga e Tenda, si arruolò nel Regio Esercito e divenne colonnello. Partecipò alla Guerra italo-turca in Libia e morì nella battaglia di Ain Zara a soli 10 km da Tripoli il 6 dicembre 1911.
Nel suo paese d'origine gli venne dedicato un monumento. Nel 1947 in seguito al Trattato di Parigi, il comune passò alla Francia, che francesizzò forzatamente il comune.
Il suo monumento opera del torinese Davide Calandra è stato inaugurato nel 1914 e fino all'annessione alla Francia nel 1947 si trovava in Piazza San Martino, davanti al comune di Briga Marittima, poi venne spostato alla periferia del paese lungo il Levenza e il nome nella targa del monumento del colonnello venne francesizzato in Jean Pastorelli, mentre Ain Zara, dove è caduto, venne sostituita con un indefinito "champ d'honneur". A Giovanni Pastorelli sono dedicate una via nel quartiere periferico Barona di Milano, una piazza nel comune di Briga Alta, una via nel centro di Nizza (Rue Jean Pastorelli), una via a Briga Marittima presso la RD 43 / Avenue Général De Gaulle (Rue Jean Pastorelli) e una palazzina di alloggi presso la Scuola di fanteria dell'Esercito Italiano a Cesano (Roma).
La salma di Giovanni Pastorelli venne portata dal cimitero di Ain Zara nel nuovo Sacrario Militare Italiano presso il Cimitero Cristiano di Tripoli costruito nel 1955 e dal 1967 riposa nel Sacrario dei caduti d'oltremare di Bari in seguito all'esodo degli italo-libici.

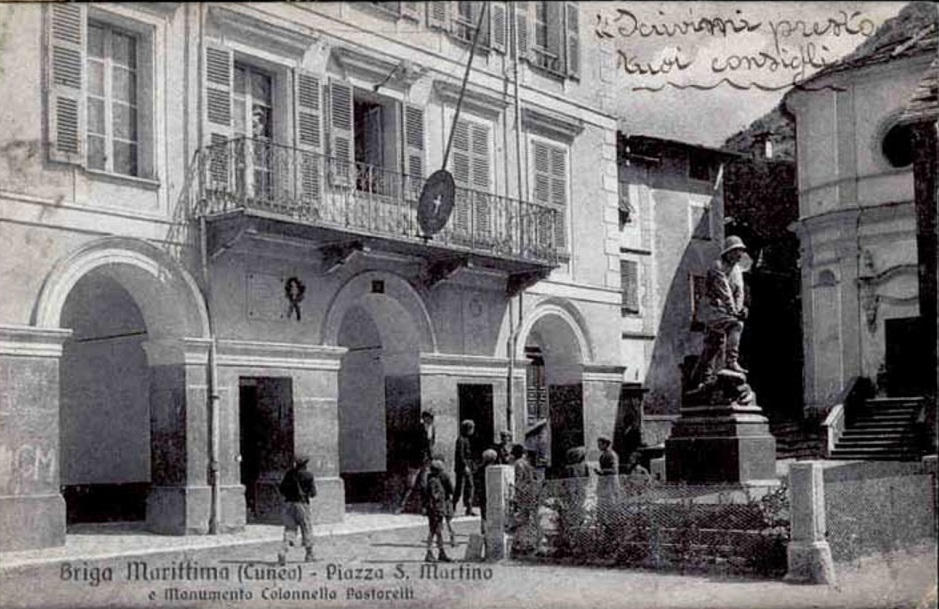
La vecchia posizione del monumento a Giovanni Pastorelli davanti al municipio di Briga Marittima in una cartolina del 1925.

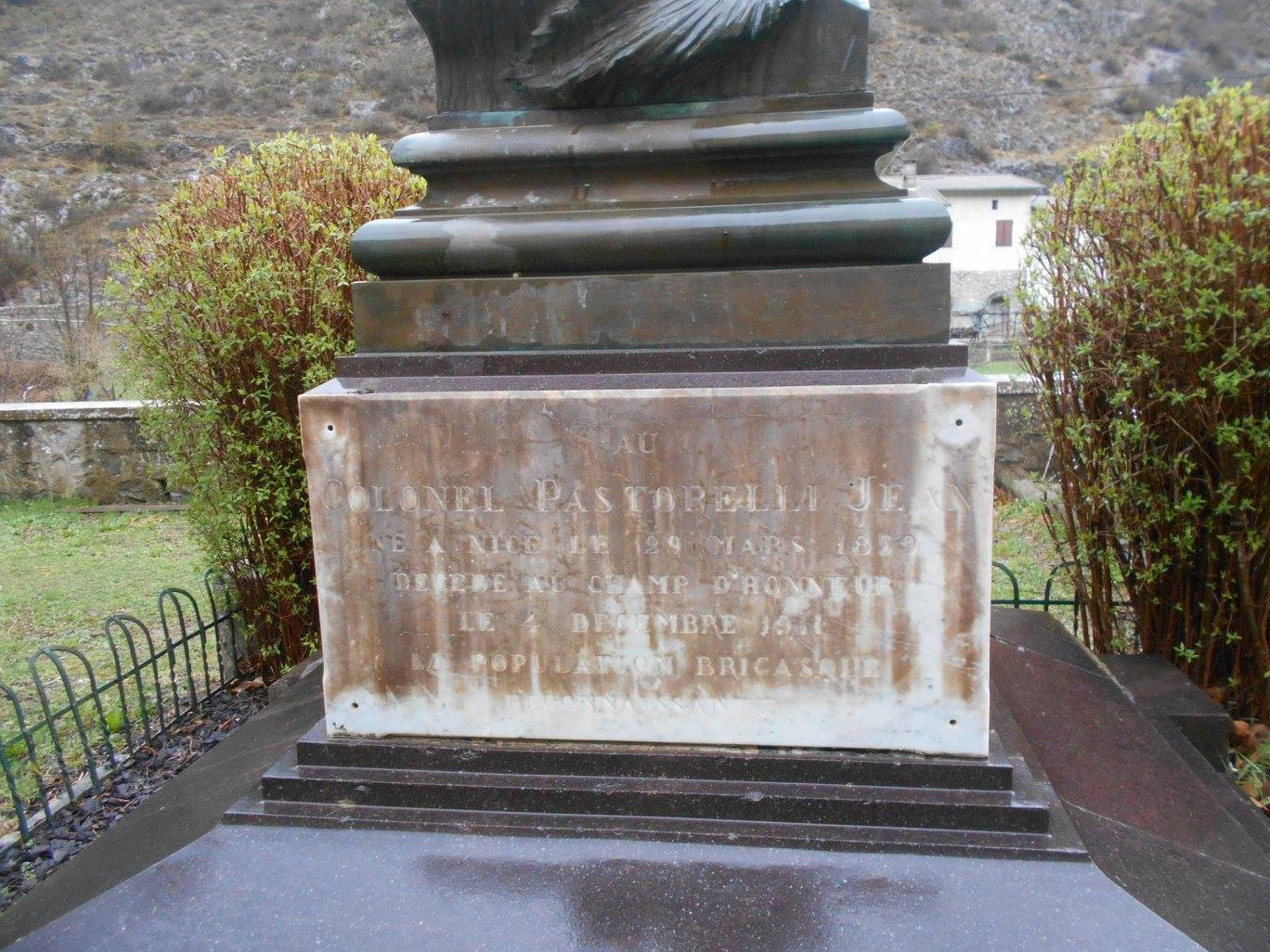
Particolare del monumento dedicato a Giovanni Pastorelli a Briga Marittima.

## Onorificenze

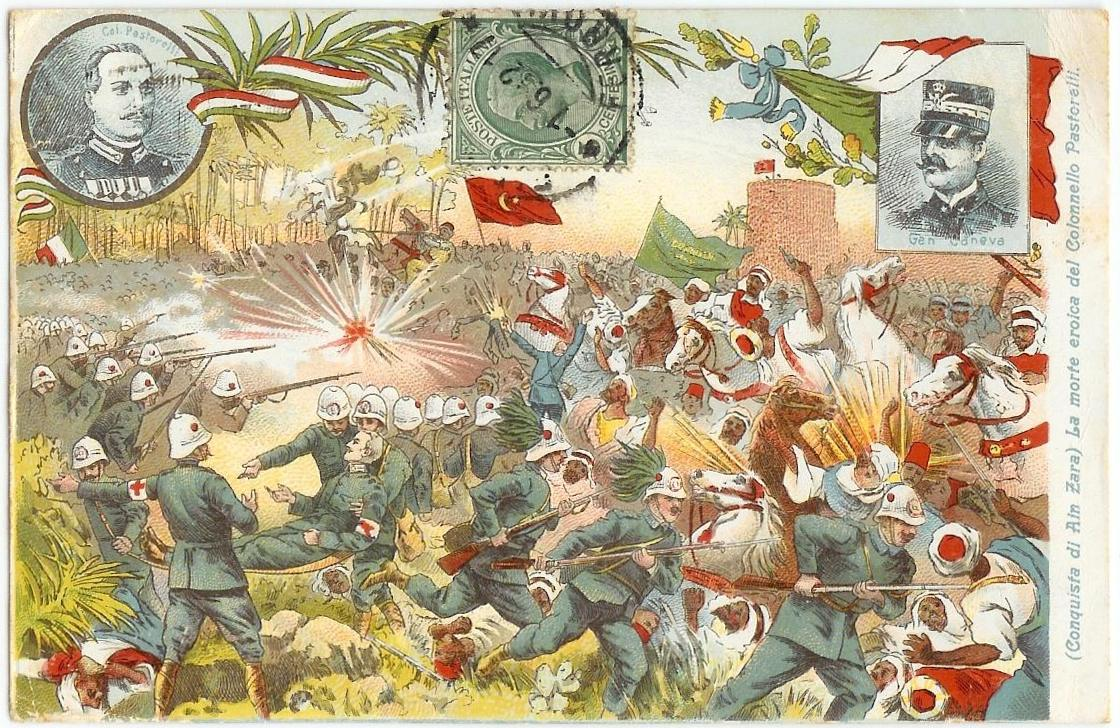
Cartolina dedicata a Giovanni Pastorelli del 1914.